# Lijst van burgemeesters van Noardeast-Fryslân
Dit is een lijst van burgemeesters van de Nederlandse gemeente Noardeast-Fryslân in de provincie Friesland sinds haar stichting op 1 januari 2019.
| Ambtsperiode | Naam burgemeester      | Partij of stroming | Bijzonderheden |
| ------------ | ---------------------- | ------------------ | -------------- |
| 2019 - 2020  | Haijo (H.H.) Apotheker | D66                | waarnemend     |
| 2020 - heden | Johannes (J.G.) Kramer | FNP                |                |